# 嵐山小川インターチェンジ

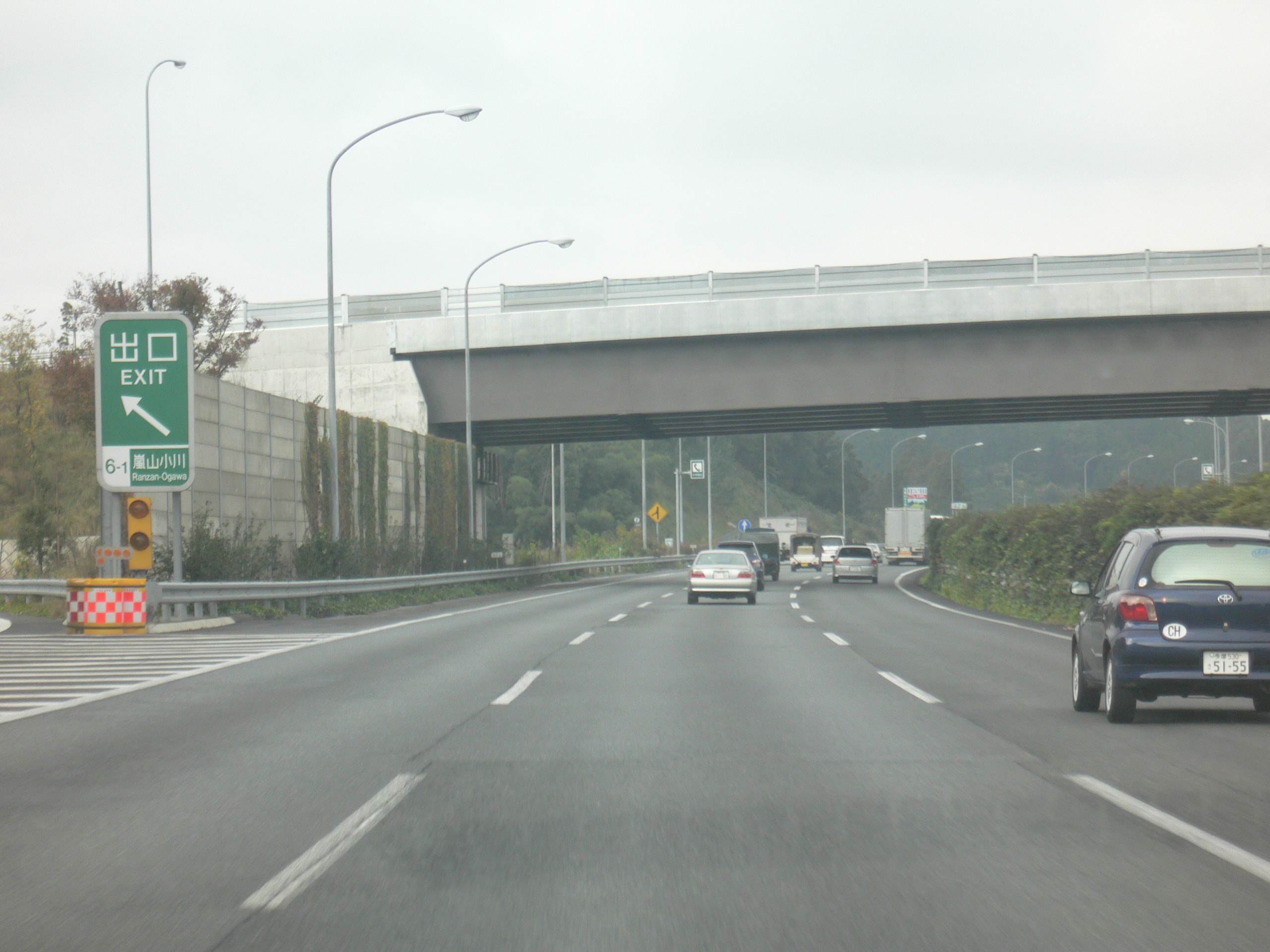
本線よりIC出口

嵐山小川インターチェンジ（らんざんおがわインターチェンジ）は、埼玉県比企郡嵐山町大字杉山にある、関越自動車道のインターチェンジ（開発インターチェンジ）。

## 概要
工業団地の開発事業の収益により整備を行う開発インターチェンジとして計画され、2004年（平成16年）3月27日に供用開始した。
当初の建設予定地は、比企郡嵐山町に隣接する比企郡小川町の町境付近だったため、両方の町名を入れた「小川嵐山インターチェンジ」（現在の正式名称とは町名の並びが逆）という仮称を設定した。その後、予定地が現在地に変更になり、小川町域より外れた（小川町境まで300メートル弱、離れている）ため、「小川」を外した「嵐山インターチェンジ」を正式名称にすると一度発表されたが、小川町側の強い反発により、「小川」を後ろに設定した現在の名称を正式名称として供用を開始した。

## 道路
- E17 関越自動車道（6-1番）

## 接続する道路
- 埼玉県道11号熊谷小川秩父線バイパス
- 国道254号（埼玉県道11号熊谷小川秩父線バイパス経由）

## 料金所
- ブース数：6

### 入口
- ブース数：2
  - ETC専用：1
  - サポート：1

### 出口
- ブース数：4
  - ETC専用：1
  - サポート：3

## 周辺
- 武蔵嵐山駅
- 小川町駅
- 嵐山町役場
- 嵐山花見台工業団地
- 東秩父村和紙の里

## 歴史
- 2004年（平成16年）3月27日 - 供用開始。
- 2025年（令和7年）7月17日：料金所がETC専用化[1]。

## 隣
E17 関越自動車道
(6)東松山IC - (6-1)嵐山小川IC  - 嵐山PA - (7)花園IC